# 비아이시티 오피스텔
비아이시티 오피스텔(영어: BI CITY Officetel)은 대한민국 부산광역시 남구 문현동에 위치하고 있다. 오피스텔은 지상 49층, 높이는 187m다. 비아이시티는 2015년 9월에 착공하여 2018년 11월에 준공되었고 비아이시티몰 상가는 11월에 준공되었다.
매우 가까운 주변에는 비아이시티 호텔 & 오피스(36층, 165m), 다른 주변에는 부산국제금융센터(63층, 289m) 등이 있다. 내부 시설에는 판매시설, 업무시설, 호텔이 있다. 호텔에는 아바니 센트럴 부산이 있다.

## 역사
주변에는 문현금융단지 1단계의 진행이 완료된 적이 있다. 비아이시티 오피스텔이 착공되기 전에 부산국제금융센터(63층, 289m)가 2010년에 착공하였고 2014년에 완공되었다. 완공 당시 부산에서 가장 높은 오피스 빌딩이다. 그리고 서울 제3국제금융센터(55층, 285m)보다 높은 건물이다. 2015년에는 문현금융단지 2단계 사업이 시작된다. 비아이시티 오피스텔 착공하고 2018년 11월에 준공되었다. 완공 당시 부산광역시 남구에서 가장 높은 오피스텔이 되었다. 11월 비아이시티몰 상가가 준공되었다.

## 높이
부산광역시 남구에서 가장 높은 오피스텔이다. 주변에 있는 비아이시티 호텔 & 오피스(165m, 36층)보다 높은 오피스텔이다. 다른 주변에는  부산광역시에서 가장 높은 오피스 빌딩인 부산국제금융센터(63층, 289m)가 있다. 또 다른 주변에는 문현금융단지 3단계 개발이 현재 진행중이다. BIFC II(49층, 199m)는 비아이시티 오피스텔(49층, 188m)보다 11m 높게 건설할 예정이다. 층수는 비슷하고 높이는 이 건물보다 가장 높게 건설할 예정이다.

## 특징
문현금융단지 내 유일한 오피스텔은 지상 49층, 지하 7층, 783세대, 783실으로 구성된다. 문현금융단지 단 하나의 주거타운이라고 하는데 아파트가 아니라 오피스텔이다. 2,100조의 돈이 모이는 부산 금융센터 내 위치한 오피스텔이다. 호텔식 서비스가 제공이 되는데 호텔조식, 발렛파킹, 하우스키핑 등이 있다.
입주민에게 제공되는 호텔식 서비스 및 VIP 서비스로 차원이 다른 오피스텔 생활이다. 오피스텔 투자의 핵심은 임대수요다. 문현금융단지 안에 위치한 직주근접의 최적 입지여건으로 4만 금융엘리트 독점수요다. 서면이 가까워 롯데백화점, 이마트등 대형쇼핑시설과 CGV 등 생활 문화시설이 다양하다.
오피스텔 20평, 25평, 39평, 62평인 4개의 평수로 구성되어 있다. 39평에는 방 1개, 주방, 거실, 침실, 화장실이 있고 50평에는 방 2개, 주방, 건실, 침실 2개, 드레스룸, 화장실, 79평에는 4BAY- 방 2개, 주방, 거실, 침실 2개, 드레스룸, 화장실이 있다. 총 주차대수는 853대(세대당 1.08대)이다.
피난안전구역(피난안전층)이 있다. 비아이시티 오피스텔(49층, 188m) 24층에 있고 비아이시티 호텔 & 오피스(36층, 165m) 18층에 있다.

## 내부 시설
오피스텔으로만 구성되어 있다.
| 층수                | 용도         |
| ------------------- | ------------ |
| 25층 ~ 49층         | 오피스텔     |
| 24층                | 피난안전구역 |
| 5층 ~ 23층          | 오피스텔     |
| 1층 ~ 4층           | 판매시설     |
| 지하 1층            | 판매시설     |
| 지하 7층 ~ 지하 2층 | 지하주차장   |

## 사고
2017년 12월 20일 오후 1시 15분, 주변 공사현장에서 콘크리트 추락 사고가 발생했으며 차량 16대가 파손됐다.

## 같이 보기
- 비아이시티 호텔 & 오피스
- 대한민국의 마천루 목록
- 부산광역시의 마천루 목록